# Veliuona
Veliuona est une ville de la Municipalité du district de Jurbarkas en Lituanie sur la rivière Niémen.

## Histoire
Veliuona (aussi nommée Junigeda) est mentionnée pour la première fois en 1291.
Elle est le lieu de sépulture de Gediminas.
Une vieille église est construite par Vytautas le Grand  en 1421 et rénové en 1636.
En juillet 1941, un einsatzgruppen d'allemands et de nationalistes lituaniens assassine plusieurs dizaines de juifs de la ville dans des exécutions de masse.

## Galerie

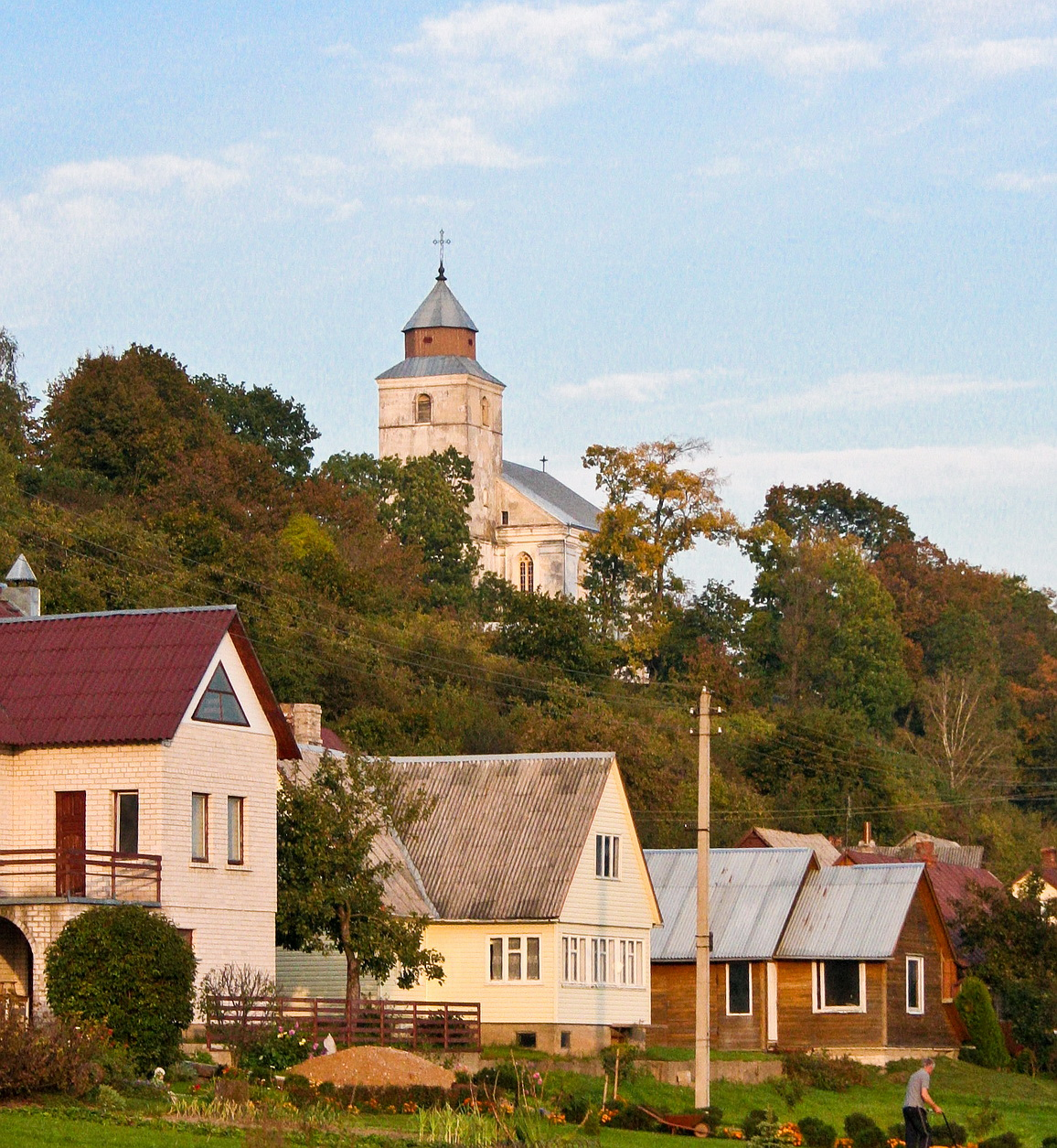
Veliuona de l'ouest
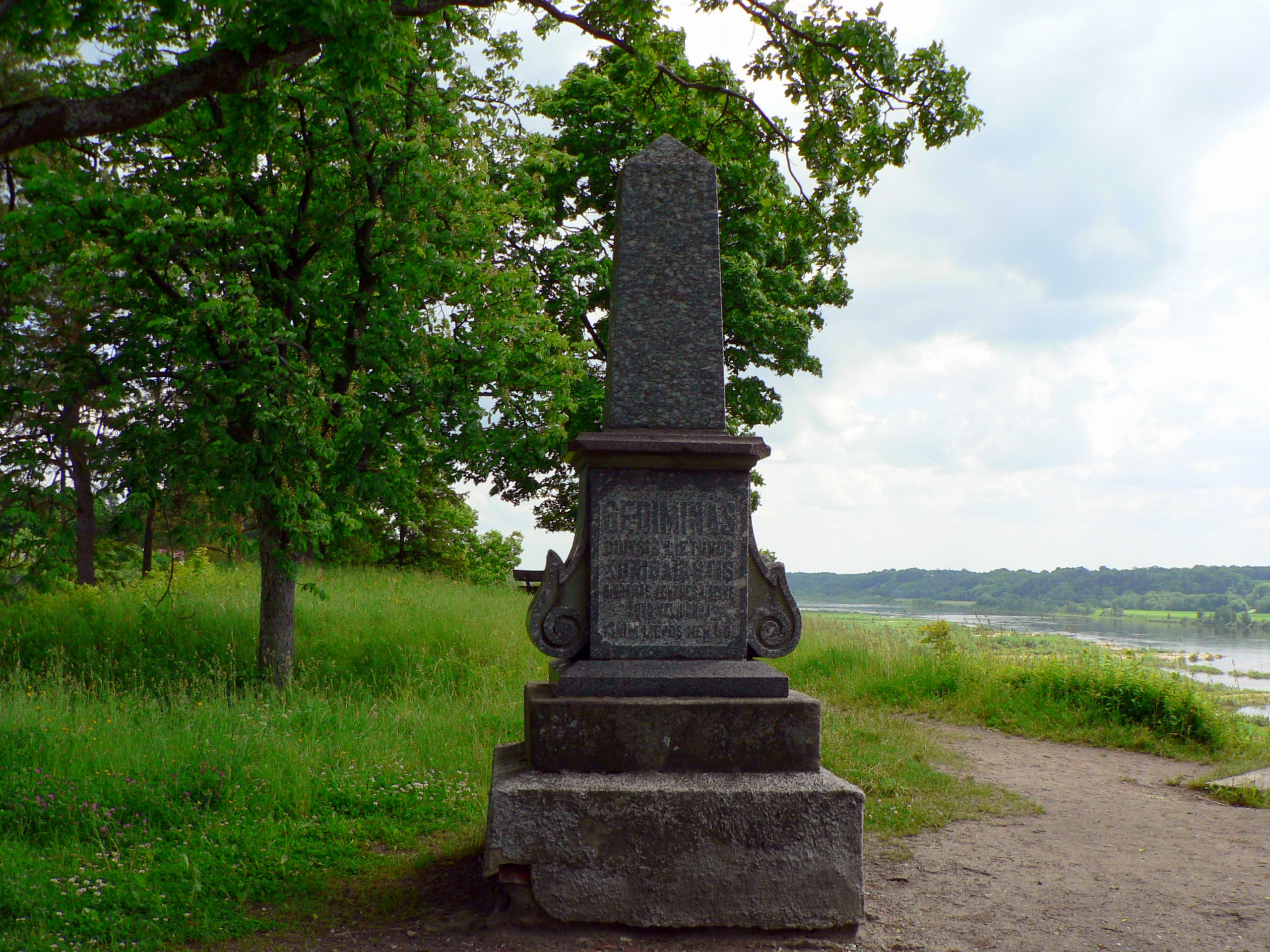
Tombe de Gediminas.
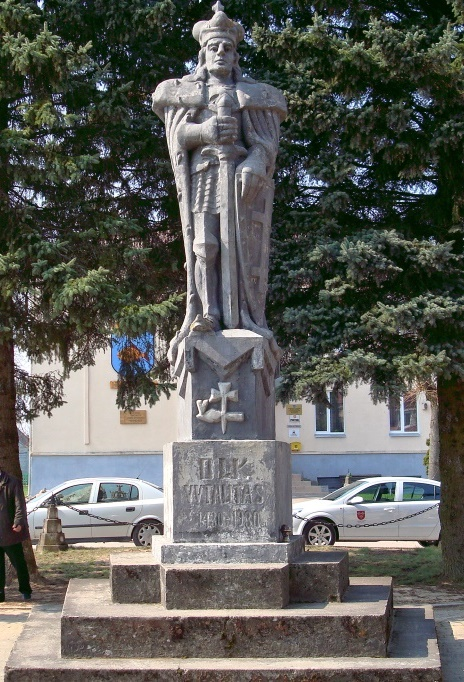
Monument à Vytautas le Grand
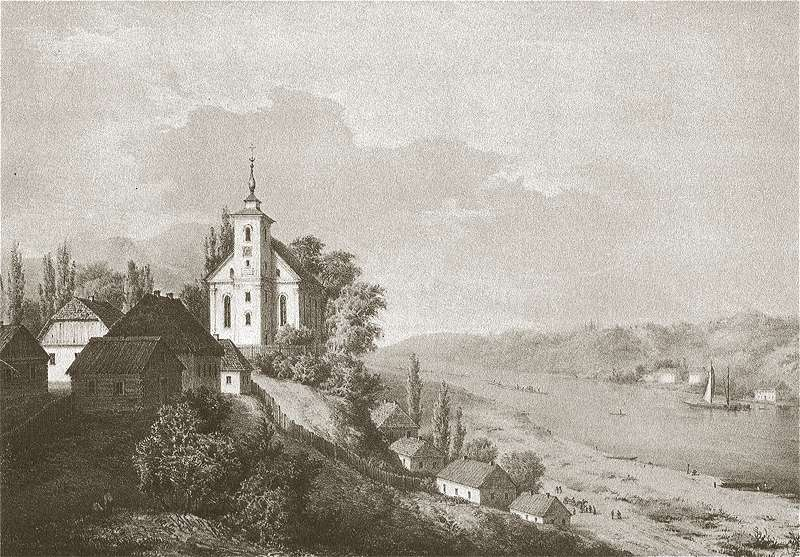
Veliuona au XIXe siècle
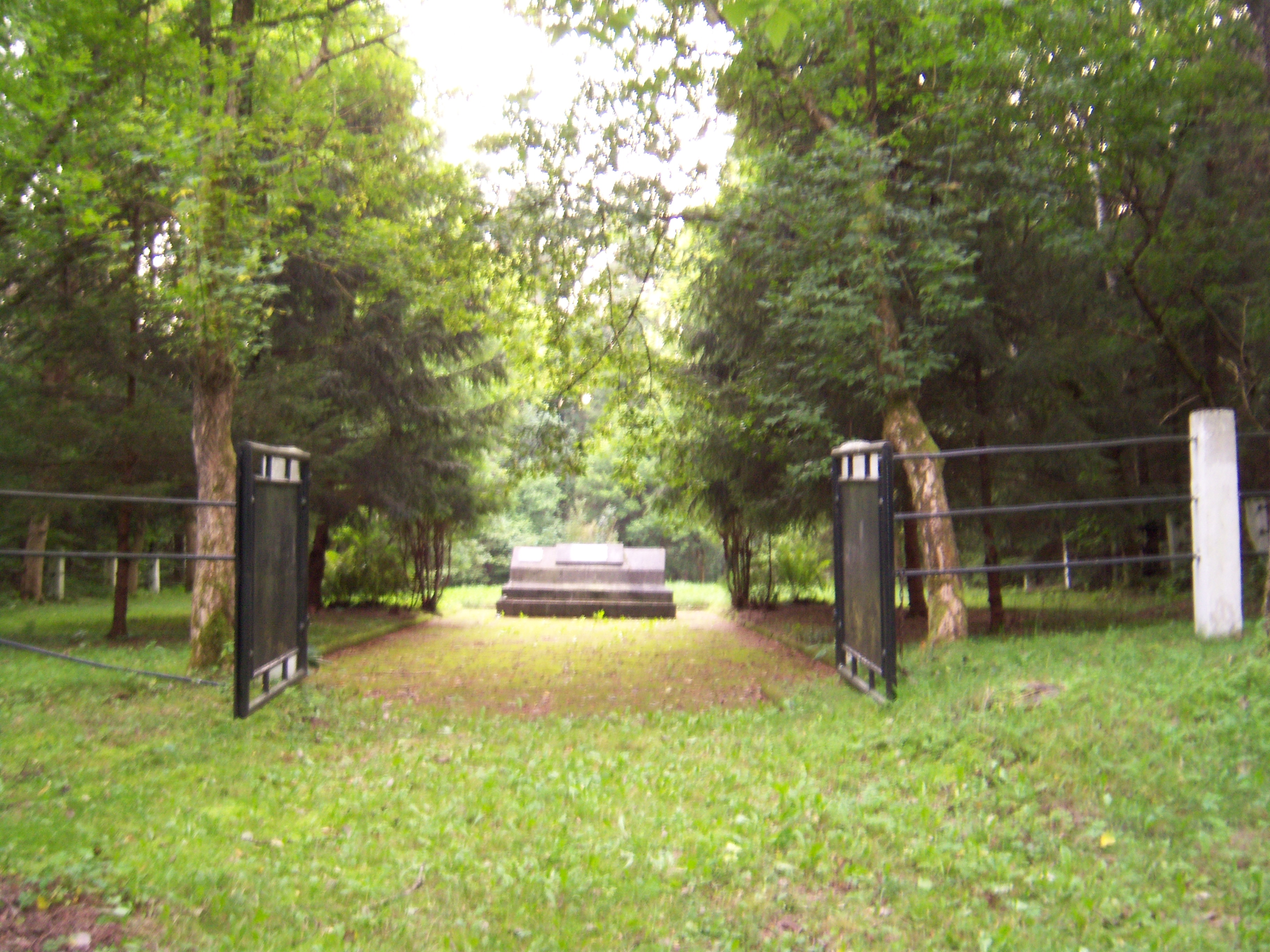
Monument commémorant les 3 500 victimes des exécutions de masse des villages de Vilkija, Veliuona, Seredžius et Raudonė dans la forêt proche de Jaučakiai.